# Glicin/sarkozin N-metiltransferaza
Glicin/sarkozin -metiltransferaza (EC 2.1.1.156, glicin-sarkozinska metiltransferaza, GSMT, GMT, glicin sarkozinska N-metiltransferaza, S-adenozil--metionin:sarkozin -metiltransferaza) je enzim sa sistematskim imenom S-adenozil--metionin:glicin(or sarkozin) N-metiltransferaza (sarkozin(or formira N,N-dimetilglicin)). Ovaj enzim katalizuje sledeću hemijsku reakciju
2 -adenozil--metionin + glicin {\displaystyle \rightleftharpoons } 2 S-adenozil--homocistein + -dimetilglicin (sveukupna reakcija)
(1a) -adenozil--metionin + glicin {\displaystyle \rightleftharpoons } -adenozil--homocistein + sarkozin
(1b) -adenozil--metionin + sarkozin {\displaystyle \rightleftharpoons } -adenozil--homocistein + -dimetilglicin
Cijanobakterija Aphanocthece halophytica sintetiše betain iz glicina putem metilacije koja se odvija u tri koraka. Ovaj enzim posreduje prvi korak te sekvence.

## Literatura
- Nicholas C. Price; Lewis Stevens (1999). Fundamentals of Enzymology: The Cell and Molecular Biology of Catalytic Proteins (Third изд.). USA: Oxford University Press. ISBN 019850229X.
- Eric J. Toone (2006). Advances in Enzymology and Related Areas of Molecular Biology, Protein Evolution (Volume 75 изд.). Wiley-Interscience. ISBN 0471205036.
- Branden C; Tooze J. Introduction to Protein Structure. New York, NY: Garland Publishing. ISBN 0-8153-2305-0.
- Irwin H. Segel. Enzyme Kinetics: Behavior and Analysis of Rapid Equilibrium and Steady-State Enzyme Systems (Book 44 изд.). Wiley Classics Library. ISBN 0471303097.

## Spoljašnje veze
- Glycine/sarcosine+N-methyltransferase на 